# Trälen

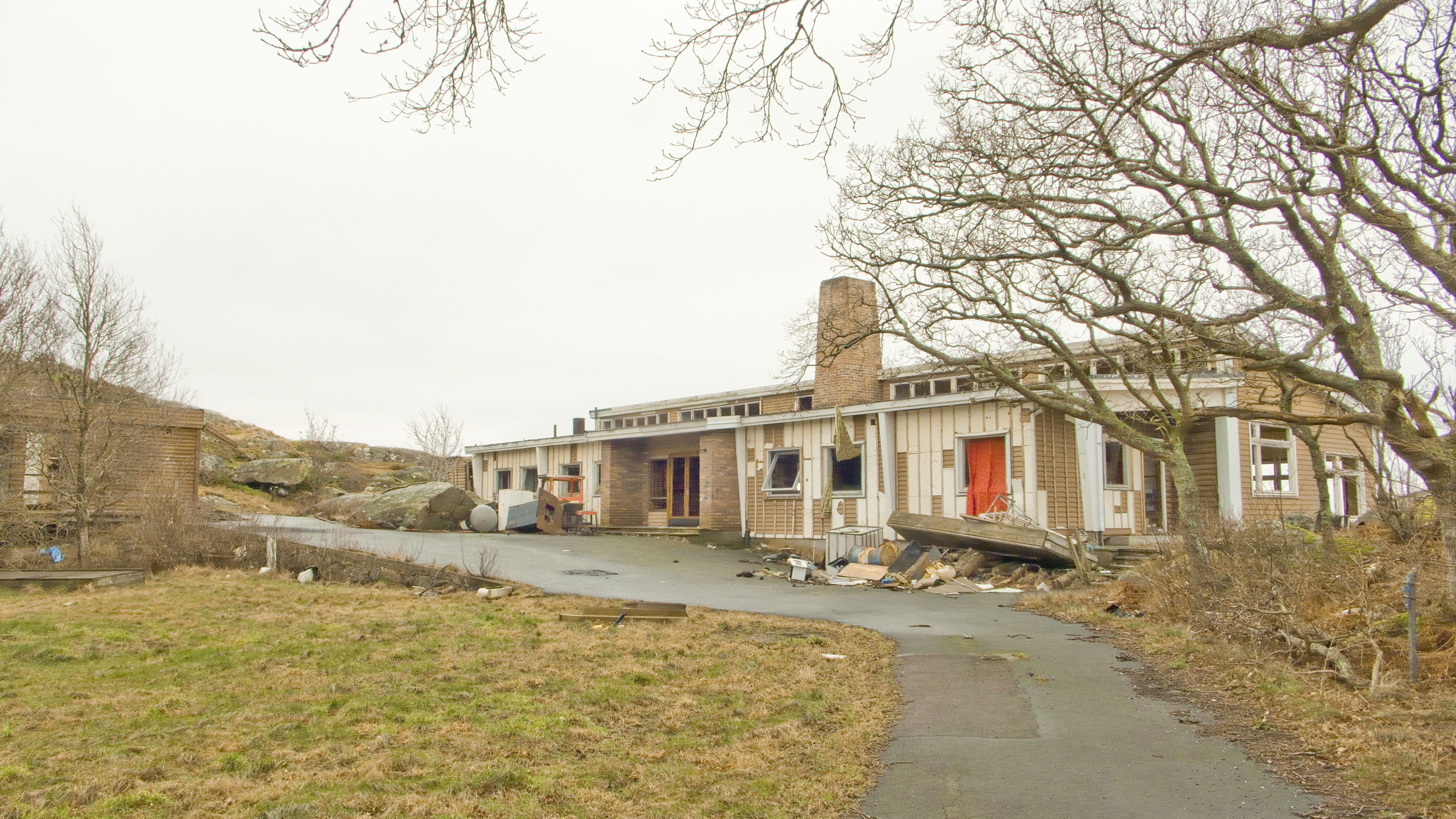
Trälen februari 2008

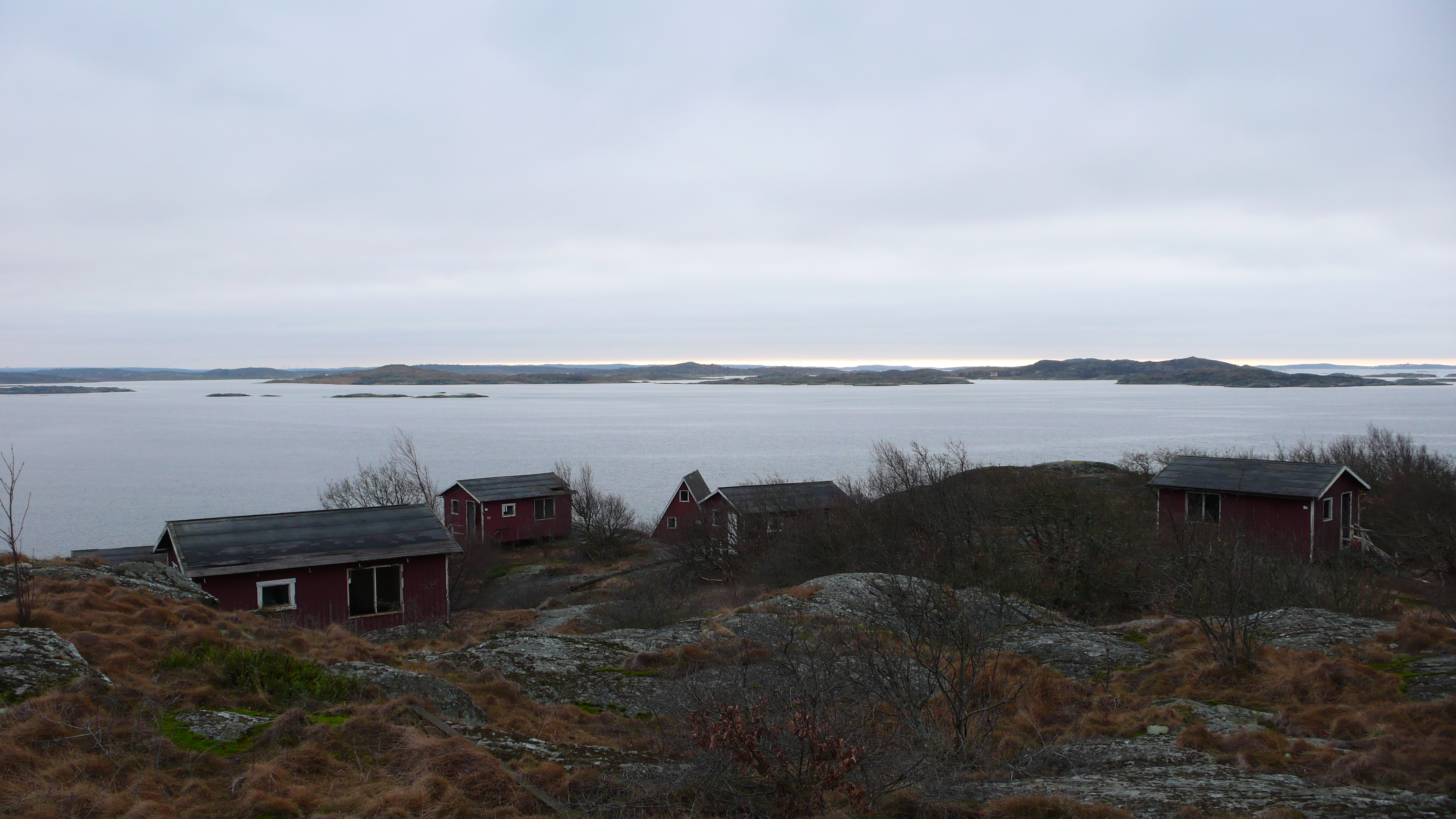
Trälen februari 2008

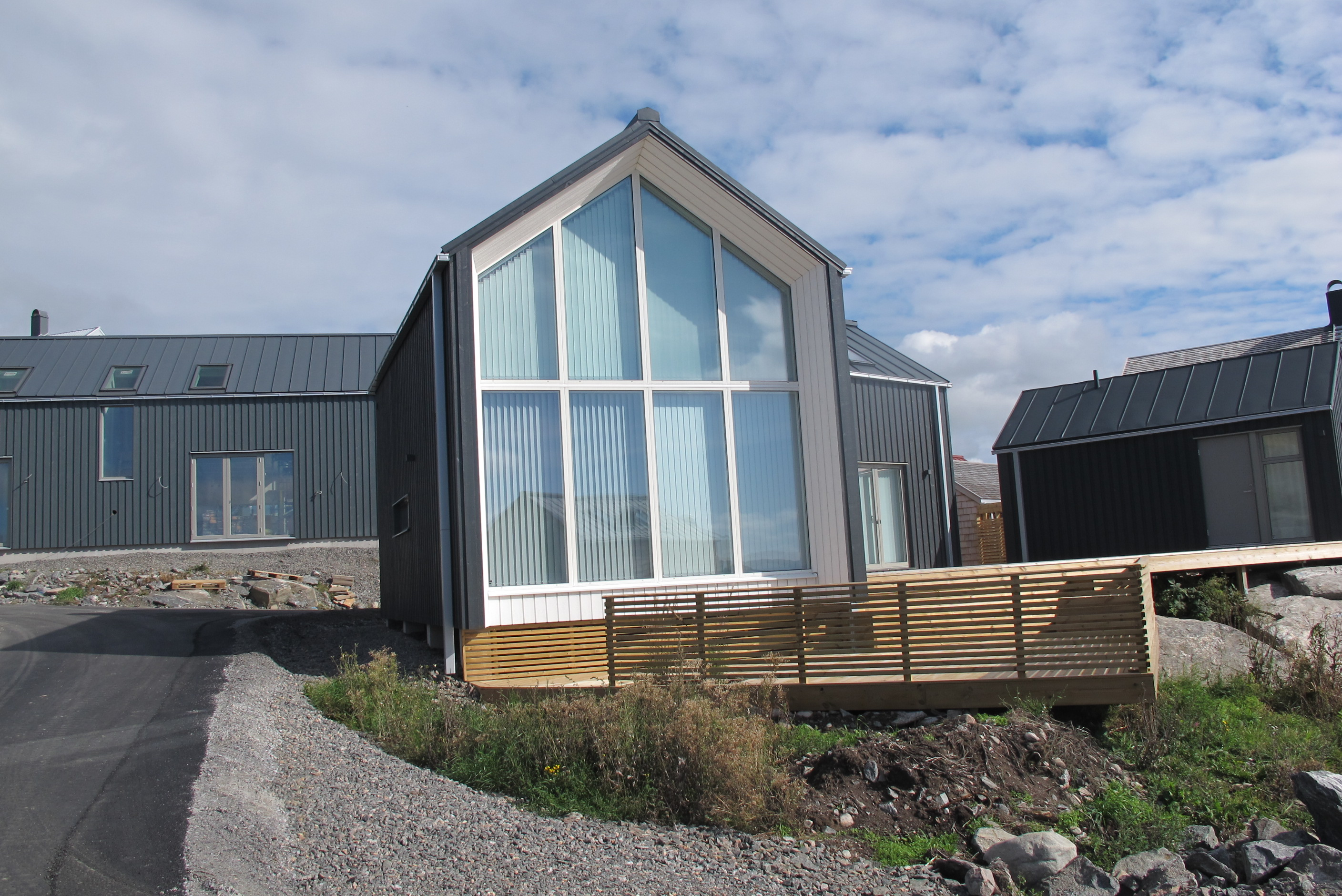
Nybyggt hus på Trälen. September 2017.

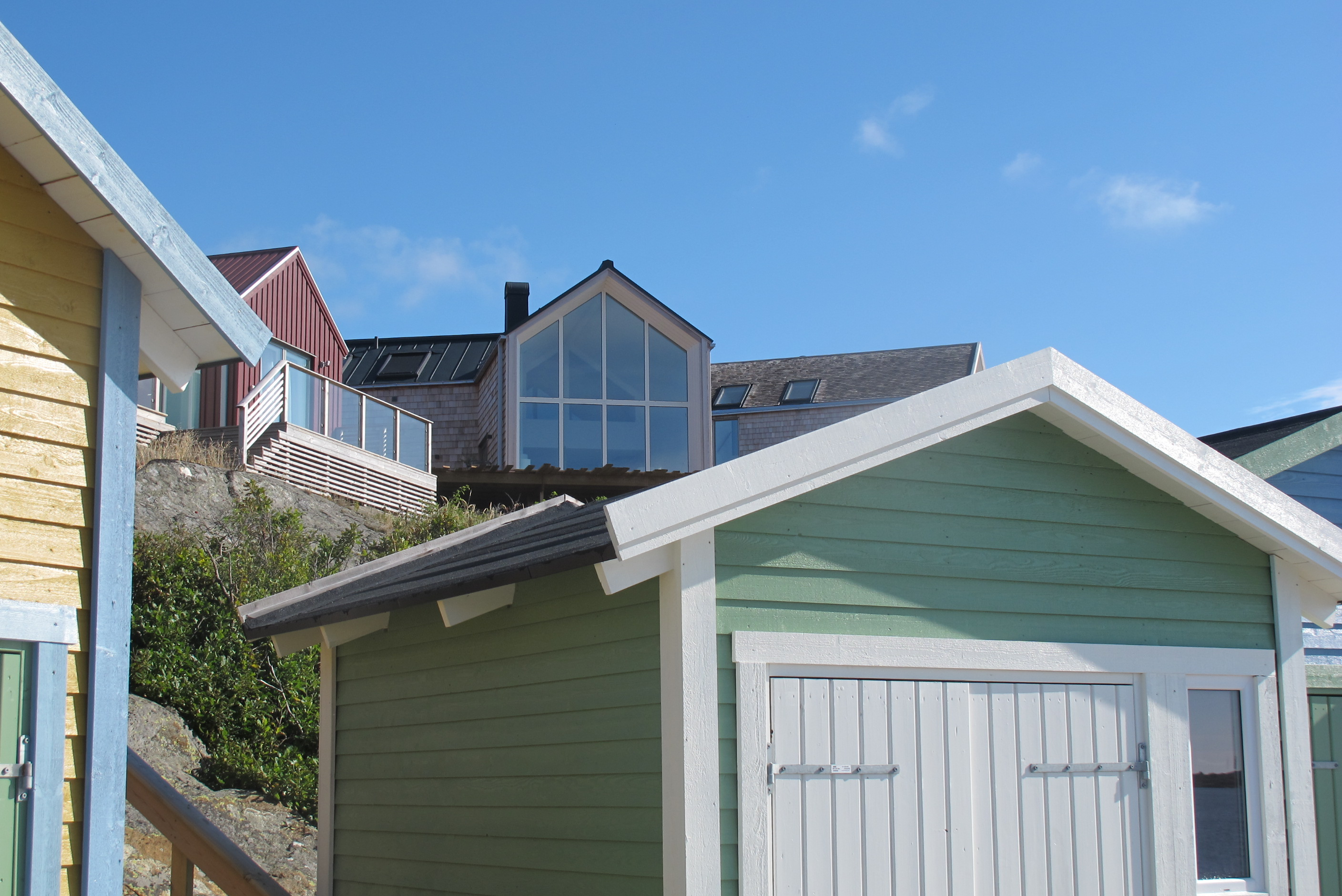
Nya hus. September 2017.

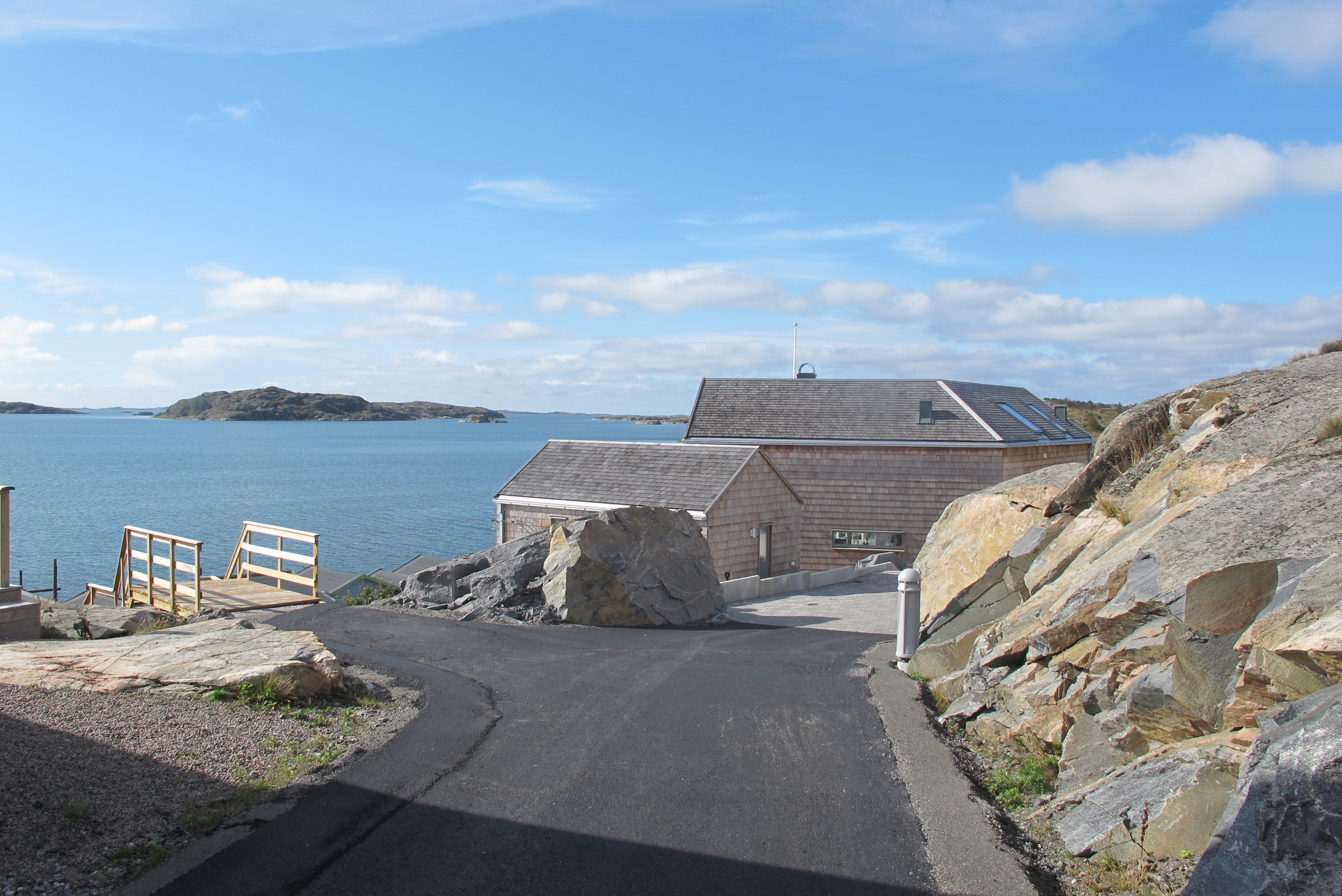
Vy från Trälen. September 2017.

Trälen eller Lilla Fjellsholmen, är en ö i Kattegatt, belägen vid Bohuslänskusten mellan Göteborg och Marstrand. Ön köptes i slutet av 1940-talet av Volvo, som i början av 1950-talet byggde en semesteranläggning för sina anställda där. Anläggningen utgjordes av en stugby samt restaurang, kiosk och badfaciliteter. 
Trälen ägdes och förvaltades av tre fackföreningar inom Volvokoncernen och var i drift fram till 1990 då verksamheten lades ner och marken såldes. Under sommaren 2006 spelade TV4 in dokusåpan Trälen på platsen.
2014 revs samtliga gamla hus och området har sedan dess genomgått en exploatering. Målet är att bygga över 60 småhus för åretruntboende och fritid. Ön kallas nu Lilla Fjellsholmen, men Lantmäteriverkets officiella namn är fortfarande Trälen.